# Steffisburg
Steffisburg là một đô thị trong huyện Thun, bang Bern, Thụy Sĩ. Đô thị này có diện tích km2, dân số thời điểm tháng 12 năm 2009 là người.